# 中国1994年外贸体制改革
中国1994年外贸体制改革，是中华人民共和国在1994年实行的关于货物进出口、技术进出口和国际服务贸易方面的制度改革，改革的核心和基础是汇率并轨。

## 历史沿革
1994年1月11日，国务院作出《关于进一步深化对外贸易体制改革的决定》，提出建立适应国际经济通行规则的运行机制。
同年5月5日，《中华人民共和国对外贸易法》经第八届全国人民代表大会常务委员会第七次会议审议通过，对外贸企业进出口总额、出口收汇、出口退税制度等一系列问题及法规做出统一规定。